# Charles-Aimé Bochard
Pour les articles homonymes, voir Bochard.
Ne doit pas être confondu avec Charles Bochard ou Charles Bouchard.
Charles Aimé Bochard est un homme politique français né le 9 mai 1760 à Poncin (Ain) et mort le 10 mars 1850 à Poncin.

## Biographie
Avocat et conseiller de préfecture à Bourg-en-Bresse, il est député de l'Ain lors des Cent-Jours. Il est le père de Jean Stanislas Bochard, député de l'Ain sous la Deuxième République.

## Sources
- « Charles-Aimé Bochard », dans Adolphe Robert et Gaston Cougny, Dictionnaire des parlementaires français, Edgar Bourloton, 1889-1891 [détail de l’édition]